# Winnigstedt

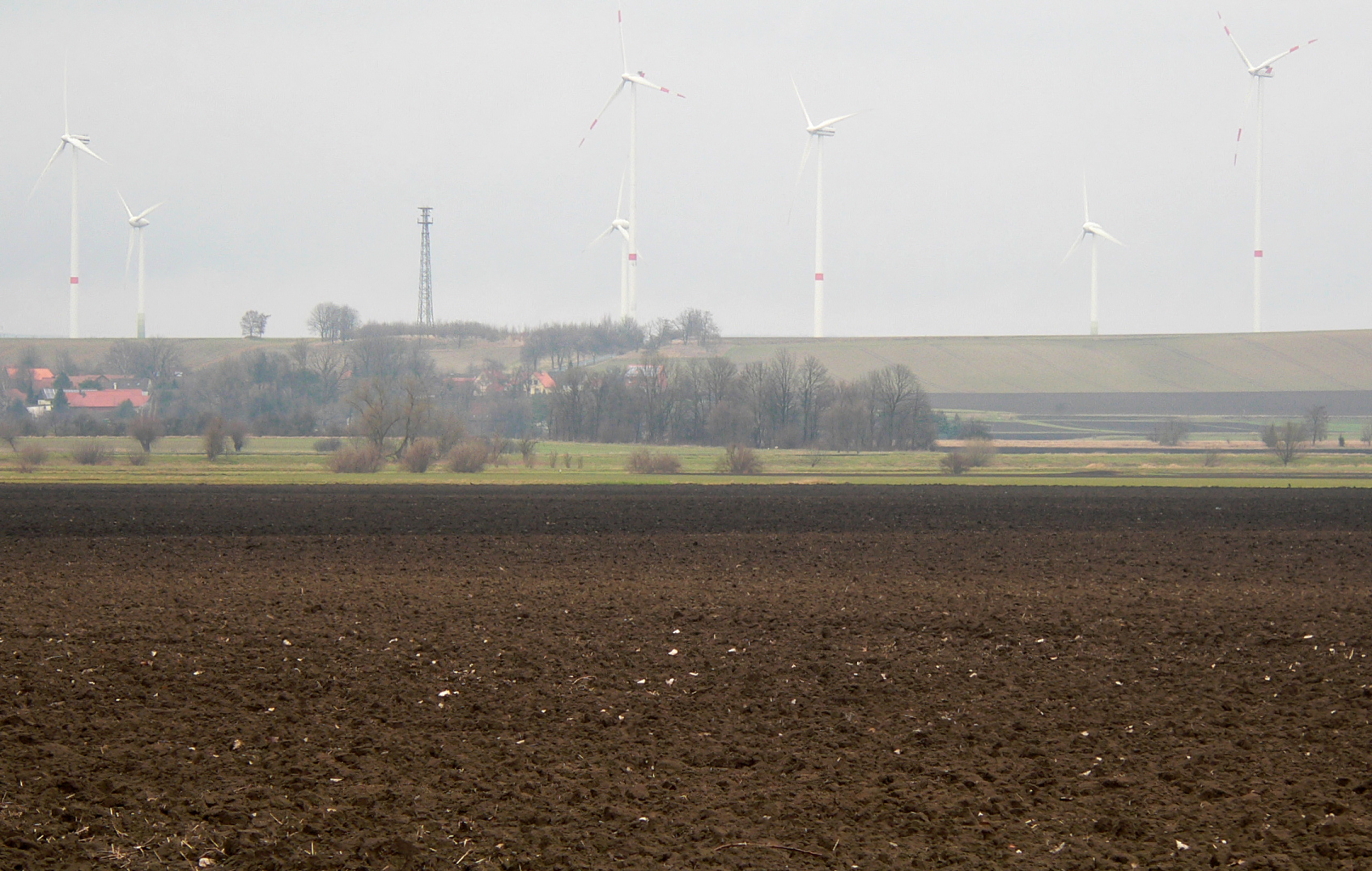
Die Ebene des Großen Bruchs bei Winnigstedt

Winnigstedt ist eine Gemeinde im Landkreis Wolfenbüttel in Niedersachsen an der Landesgrenze nach Sachsen-Anhalt. Sie ist eine Mitgliedsgemeinde der Samtgemeinde Elm-Asse, die ihren Verwaltungssitz in der Stadt Schöppenstedt hat.

## Geographie

### Lage
Der Ort liegt nahe dem Niederungsgebiet des Großen Bruches. Bis hier reicht ein Ausläufer der Magdeburger Börde, sodass die Umgebung des Ortes über gute Ackerböden verfügt.

### Gemeindegliederung (Ortsteile)
- Mattierzoll
- Winnigstedt (bis 1939 Groß und Klein Winnigstedt)

## Geschichte
Erstmals urkundlich erwähnt wurde Winnigstedt 1182 als Winnincstede in einer Urkunde über eine vom Kloster Marienthal eingetauschte Hufe. Um 1220 waren die Edelherren von Meinersen in Groß und Klein Winnigstedt reich begütert, mit Lehen der Bischöfe von Halberstadt und Herzöge von Braunschweig. Diese Lehnsgüter wurden von den Meinersen an mehrere andere Adelsfamilien und einen Braunschweiger Ratsherrn afterverlehnt. Sophia, die Witwe Dietrichs II. von Meinersen übertrug 1277 ihr Eigengut, zur Feier des Anniversas ihres Mannes, dem Stift Quedlinburg. Am 24. Februar 1351 wurde von Luthard X. von Meinersen dem Kloster Riddagshausen das Patronat über die Kirche übertragen. Das Geschlecht derer von Meinersen starb im Jahre 1374 im Mannesstamm aus.
Im Jahre 1936 gab es bei Braunschweig Platzbedarf um das Völkenroder Testfluggelände. Aus diesem Gebiet wurden elf landwirtschaftliche Höfe nach Winnigstedt umgesiedelt. Die neu errichteten Hofgebäude entstanden im Stil des historischen „Niedersachsenhauses“ (Fachhallenhaus). Bis 1945 grenzte in Winnigstedt das Land Braunschweig an Preußen.
Zur Entwicklung des Postwesens siehe:

### Grenzpunkt Mattierzoll
Der südlich gelegene Ortsteil Mattierzoll war schon seit Jahrhunderten Grenzbereich zwischen verschiedenen Territorien. Nach dem Zweiten Weltkrieg grenzte hier zunächst die Sowjetische Besatzungszone, bald die DDR an. In den 1950er Jahren hatte sich der Grenzort auf westlicher Seite als Eisenbahn-Knotenpunkt etabliert. Hier traf die Staatsbahn (Helmstedt-Holzminden) auf die Braunschweig-Schöninger Eisenbahn und die Bahnstrecke Heudeber–Mattierzoll.

### Gemeindefusionen
Am 1. April 1939 schlossen sich die zuvor selbständigen Gemeinden Groß und Klein Winnigstedt zur Gemeinde Winnigstedt zusammen.
Im Jahr 2015 scheiterte eine Fusion zwischen Winnigstedt und der Nachbargemeinde Roklum, weil sich die Einwohner beider Dörfer und beide Gemeinderäte nicht auf  einen gemeinsamen Namen einigen konnten. Zur Debatte standen unter anderem die Namen Winnigstedt-Roklum, Tiefenbach (Elm-Asse), Großes Bruch und Mattierzoll.

### Einwohnerentwicklung
| Jahr | Einwohner | Quelle |
| ---- | --------- | ------ |
| 1910 | 01208 ¹   | [ 6 ]  |
| 1925 | 01008 ²   | [ 4 ]  |
| 1933 | 00955 ³   | [ 4 ]  |
| 1939 | 1014      | [ 4 ]  |
| 1950 | 1998      | [ 7 ]  |
| 1956 | 1634      | [ 7 ]  |
| 1973 | 1165      | [ 8 ]  |
| 1975 | 00989 *   | [ 9 ]  |
| 1980 | 00919 *   | [ 9 ]  |

| Jahr | Einwohner | Quelle |
| ---- | --------- | ------ |
| 1985 | 861 *     | [ 9 ]  |
| 1990 | 971 *     | [ 9 ]  |
| 1995 | 1045 *0   | [ 9 ]  |
| 2000 | 933 *     | [ 9 ]  |
| 2005 | 864 *     | [ 9 ]  |
| 2010 | 766 *     | [ 9 ]  |
| 2015 | 733 *     | [ 9 ]  |
| 2019 | 701 *     | [ 9 ]  |
| 0    | 0         | 0      |

¹ davon Groß Winnigstedt (= 761 Einw.) und Klein Winnigstedt (= 447 Einw.)

² davon Groß Winnigstedt (= 584 Einw.) und Klein Winnigstedt (= 424 Einw.)

³ davon Groß Winnigstedt (= 580 Einw.) und Klein Winnigstedt (= 375 Einw.)
* jeweils zum 31. Dezember
|  |

## Politik

### Gemeinderat
Der Gemeinderat von Winnigstedt besteht aus 9 Ratsmitgliedern einschließlich des Bürgermeisters. Dies ist die festgelegte Anzahl für die Mitgliedsgemeinde einer Samtgemeinde mit einer Einwohnerzahl zwischen 501 und 1000. Der Rat wird bei den Kommunalwahlen für jeweils fünf Jahre gewählt. Die aktuelle Amtszeit begann am 1. November 2021 und endet am 31. Oktober 2026.
Der Gemeinderat, der zuletzt am 12. September 2021 gewählt wurde, setzt sich in der XI. Ratsperiode wie folgt zusammen:
- Wählergruppe "Gemeinsam für Winnigstedt (GfW): 5 Sitze
- CDU: 2 Sitze
- Unabhängige Interessengemeinschaft (UI): 2 Sitze

(Stand: Kommunalwahl am 12. September 2021)

### Bürgermeister
Der Bürgermeister von Winnigstedt ist Michael Waßmann (GfW). Sein erster Stellvertreter ist Raphael Mühlegger (GfW), sein zweiter Stellvertreter ist Carsten Bewig (CDU).

### Wappen
Der Entwurf des Kommunalwappens von Winnigstedt stammt von dem Heraldiker und Wappenmaler Gustav Völker, der sämtliche Wappen in der Region Hannover entworfen hat. Die Genehmigung des Wappens wurde am 31. Oktober 1952 durch den Niedersächsischen Minister des Innern erteilt.
| Wappen von Winnigstedt | Blasonierung: „In Blau drei goldene nebeneinanderstehende Brandpfeile.“ |
| Wappen von Winnigstedt | Wappenbegründung: Das Wappen lehnt sich an ein Siegel des Dietrich von Winningstedt aus dem Jahre 1378 an. Der Ort Winnigstedt bezeugt mit seiner blau-goldenen Farbwahl des Wappens seine Anhänglichkeit an das Braunschweiger Land. |

## Kultur und Sehenswürdigkeiten

### Wind- und Wassermühlen
Nahe dem Ort gab es mehrere Wind- und Wassermühlen, woran die Namen Trift am Mühlenbeek, Mühlenbach und Teichmühle erinnern. Letztere wurde schon 1551 nachgewiesen und gehörte später zum fürstlichen Vorwerk, aus dem sich der Ort entwickelte. Unter der heutigen Teichstraße hindurch floss früher das Wasser aus dem Teich in die Mühlradkammer. In einer Dorfbeschreibung von Klein Winnigstedt (1750) wird von einer Wassermühle am Meesche Graben berichtet. Sie stellte bis 1965 Weizen- und Roggenmehl her – zuletzt von einem Dieselmotor angetrieben. Bis 1980 wurde hier Getreide geschrotet und ein Futtermittelhandel betrieben. Das Gebäude wird heute als Wohnhaus genutzt. An die traditionsreiche Geschichte der beiden Wassermühlen erinnern das Mühlrad im ehemaligen Klein Winnigstedt und einige Mahlsteine.

### Kirchen
- Christuskirche
- Apostelkirche

## Persönlichkeiten

### Söhne und Töchter der Gemeinde
- Rudolf von Hantelmann (1874–1926), Rittergutsbesitzer und Hofbeamter, in Groß Winnigstedt geboren
- Otto Bülte (1886–1962), Fußball-Nationalspieler

### Personen, die mit der Gemeinde in Verbindung stehen
- Hinrik Mente (um 1475–1531), Glocken- und Geschützgießer, er fertigte 1509 eine Glocke für die Christuskirche in Klein-Winnigstedt
- Heiso Meyer (vor 1650–1704), Glocken- und Geschützgießer, er fertigte 1691 eine Glocke für die Christuskirche in Klein Winnigstedt
- Horst Reller (1928–2017), evangelisch-lutherischer Theologe und Oberkirchenrat im Kirchenamt der VELKD, war im Gemeindepfarramt in Winnigstedt tätig